# Порт-Протекшен (Аляска)
Порт-Протекшен (англ. Port Protection) — переписна місцевість (CDP) в США, в окрузі Принс-оф-Вейлс-Гайдер штату Аляска. Населення — 36 осіб (2020).

## Географія
Порт-Протекшен розташований за координатами 56°19′55″ пн. ш. 133°36′23″ зх. д. / 56.33194° пн. ш. 133.60639° зх. д. (56.331880, -133.606420).  За даними Бюро перепису населення США в 2010 році переписна місцевість мала площу 10,12 км², з яких 9,65 км² — суходіл та 0,48 км² — водойми.

## Демографія
Згідно з переписом 2010 року, у переписній місцевості мешкало 48 осіб у 26 домогосподарствах у складі 12 родин. Густота населення становила 5 осіб/км².  Було 43 помешкання (4/км²).
Расовий склад населення:
| - 72,9 % — білих - 18,8 % — корінних американців |

До двох чи більше рас належало 8,3 %. Частка іспаномовних становила 4,2 % від усіх жителів.
За віковим діапазоном населення розподілялося таким чином: 8,3 % — особи молодші 18 років, 83,4 % — особи у віці 18—64 років, 8,3 % — особи у віці 65 років та старші. Медіана віку мешканця становила 47,5 року. На 100 осіб жіночої статі у переписній місцевості припадало 220,0 чоловіків;  на 100 жінок у віці від 18 років та старших — 214,3 чоловіків також старших 18 років.
Цивільне працевлаштоване населення становило 70 осіб. Основні галузі зайнятості: сільське господарство, лісництво, риболовля — 85,7 %, роздрібна торгівля — 14,3 %.